# Weidenbach (Rhein-Lahn)
Weidenbach é um município da Alemanha localizado no distrito de Rhein-Lahn, estado da Renânia-Palatinado.